# دوري كرة القدم الإسكتلندي 1919–20
دوري كرة القدم الإسكتلندي 1919–20 (بالإنجليزية: 1919–20 Scottish Football League)‏ هو موسم من دوري كرة القدم الإسكتلندي. أشرف على تنظيمه اتحاد إسكتلندا لكرة القدم، وفاز فيه نادي رينجرز.